# Dombeya glabripes
Dombeya glabripes är en malvaväxtart som beskrevs av Arenes. Dombeya glabripes ingår i släktet Dombeya och familjen malvaväxter. Inga underarter finns listade i Catalogue of Life.